# Johnny Handsome – Der schöne Johnny
Johnny Handsome – Der schöne Johnny (Johnny Handsome) ist ein US-amerikanisches Filmdrama von Walter Hill aus dem Jahr 1989. Literarische Vorlage ist der Roman The Three Worlds of Johnny Handsome (Die drei Gesichter von Johnny Handsome) von John Godey.

## Handlung
John Sedley büßt als Zwangsarbeiter im Gefängnis die Haftstrafe für einen Überfall ab, nachdem er von seinen Komplizen, dem Verbrecherpärchen Sunny Boyd und Rafe Garrett, verraten wurde. Diese beiden brachten auch Johns Freund Mikey um, der beim Überfall dabei war. Johns Gesicht ist seit der Geburt entstellt. Man bietet ihm Strafmilderung an, wenn er die Identität seiner Komplizen verrät. John geht nicht darauf ein.
Im Gefängnis wird John auf Veranlassung von Garrett angegriffen und verletzt. Er kommt in ein Krankenhaus. Der dort tätige Arzt Dr. Steven Resher leitet ein Projekt, das beobachtet, ob durch die plastische Chirurgie das soziale Verhalten der verurteilten Verbrecher aufgrund der daraus folgenden Akzeptanz ihres Äußeren durch die Umwelt positiv zu verändern ist. John wird mehrfach operiert. Die Operationen gelingen. Sein Abstoßung erregendes Gesicht hat sich ins genaue Gegenteil verkehrt: er ist jetzt ein überdurchschnittlich schöner Mann, dessen Gesicht auf seine Umgebung spontan anziehend wirkt. John erhält Freigängerstatus und bekommt eine neue Identität als ehemaliger Marineoffizier.
John Sedley findet einen Job in einer Werft. Dort hat er jetzt keine Mühe, schnell eine Freundin zu finden: die junge hübsche Kollegin Donna McCarty aus der Lohnbuchhaltung.
Er will den Tod seines Freundes Mikey an den früheren Komplizen Sunny und Garrett rächen und überredet die beiden dazu, die von der Werft gezahlten Gehälter zu rauben. Wegen der kosmetischen Operation erkennen ihn Sunny und Garrett nicht. Er hofft, dass Sunny und Garrett gefasst und bestraft werden. Donna McCarty beschwört John, den Plan aufzugeben, um sein neues Leben nicht zu gefährden. John hört nicht auf sie. Er wirft sie aus seiner Wohnung und provoziert durch aggressives und gespielt gleichgültiges Verhalten eine Trennung.
John, Sunny und Garrett rauben den Lohnbuchhaltungs-Tresor der Werft aus. Der Kommissar, der früher gegen John ermittelte, hatte John während seines Freigangs beobachtet, da er nicht an das Läuterungsprojekt glaubte. Er kann ihn schnell ausfindig machen. John hatte gerade das geraubte Geld zu einem ihm bekannten Geldwäscher gebracht. Der Kommissar lässt Sedley zum Treffen mit den Komplizen Sunny und Garrett gehen, die inzwischen Johns Exfreundin Donna entführt haben, um John zur Herausgabe des geraubten Geldes zu bewegen. Die Räuber finden in einer Schublade in Donnas Wohnung alte Fotos von Sedley vor dessen Gesichtsoperation, die ihnen seine wahre Identität verraten.
Es kommt zur Geldübergabe. Der brutale Schläger Garrett prügelt dabei John halbtot. Im entscheidenden Moment gelingt es John nicht, sich wirksam zu wehren, da seine Geschichte als hässlicher Getretener ihn wieder einholt und seinen Kampfeswillen lähmt. Garrett verletzt Johns Kopf und Gesicht, er will ihm aus Rache sein altes Gesicht zurückgeben. Garrett zwingt John, den Geldkoffer selbst zu öffnen, da er eine Bombe im Koffer vermutet. John öffnet den Koffer. Darin ist eine Waffe, und er erschießt Garrett und Sunny. Er selbst wird während der Schießerei lebensgefährlich angeschossen.
Der Kommissar kommt nun endlich dazu und bemerkt sarkastisch angesichts der Toten, John habe ganze Arbeit geleistet.
John liegt schwer verletzt an Körper und Gesicht am Boden. Seine angstvolle Frage nach seinem Gesicht, das wieder Schaden genommen hat, wird in seinen letzten Minuten von Donna beruhigt, die ihm Hoffnung gibt, wieder ganz hergestellt zu werden. In einer der letzten Einstellungen wird gezeigt, wie John mit zur Seite geneigtem Kopf und geschlossenen Augen am Boden liegt – dies deutet darauf hin, dass er seinen Verletzungen erlegen ist.

## Kritiken
Roger Ebert schrieb in der Chicago Sun-Times vom 29. September 1989, dass der Film von der Atmosphäre der Film noir der 1940er Jahre schöpfe, die dunkle Straßen und die in kühlen Wohnungen lebenden Charaktere zeigen würden. Der Drehort New Orleans habe die „Seele“ des Film noir. Der Regisseur Walter Hill und der Schauspieler Mickey Rourke würden einen schwierigen Weg gehen. Die Besetzung der Nebenrollen sei „hochkarätig“ („unusually distinguished“), der Stil der Bilder sei „realistisch“.

„Die direkt und ohne Umschweife geführten Dialoge machen auf Grund ihrer Einfachheit einen wahrhaftigen Eindruck. Deshalb vermag das Action-Drama zu berühren und mitzureißen, denn die Emotionen, sie sind ehrlich und der Film verstellt sich zu keiner Zeit oder versucht, sich als mehr oder besseres zu verkaufen, denn er tatsächlich ist. ‚Johnny Handsome‘ überzeugt im Gewande eines sehr stimmigen B-Movies, versetzt mit Elementen des Film Noir. Die Außenseitergeschichte geht ans Herz und als spannender Thriller fesselt ‚Johnny Handsome‘ ohne Abstriche. Viel mehr kann von einem Film, der sich zu keiner Sekunde selbst überschätzt, nicht verlangt werden.“

„Regisseur Walter Hill ist mit ‚Johnny Handsome‘ ein interessantes und packendes Drama gelungen, das zwar nicht immer fesselt, aber dennoch gut unterhält.“

## Hintergrund
Der Film wurde in Louisiana gedreht. Seine Weltpremiere fand am 12. September 1989 auf dem Toronto Film Festival statt. Er spielte in den US-Kinos 7,2 Millionen US-Dollar ein.
Al Pacino war zeitweise an der Hauptrolle interessiert und arbeitete am Drehbuch mit. Aufgrund der Unzufriedenheit mit dem Drehbuch schied er aus dem Projekt aus.